# Charlie McGettigan
Charlie McGettigan (n. 7 decembrie 1950, Ballyshannon⁠(d), Ulster, Irlanda) este un cântăreț irlandez, născut în Comitatul Donegal. Este cunoscut pentru faptul că împreună cu Paul Harrington a câștigat concursul muzical Eurovision 1994 cu melodia Rock'n' Roll Kids la care și cuvintele și muzica au fost compuse de Brendan Graham⁠(en)[traduceți].